# Llista de Creus de Sant Jordi/2003/Entitats

#### Entitats
Informació actualitzada per un bot. Els canvis manuals es perdran quan s'actualitzi!
| Entitat                                                 | Wikidata  | Descripció | Imatge |
| ------------------------------------------------------- | --------- | --- | ------ |
| Associació d'Escriptors en Llengua Catalana             | Q2867228  | associació cultural catalana |        |
| Agrupació Barça Jugadors                                | Q8191792  | |        |
| La Salle Campus Barcelona                               | Q9018931  | |        |
| Associació Catalana d'Expresos Polítics del Franquisme  | Q11906960 | entitat de memòria històrica |        |
| Consell de Col·legis d'Advocats de Catalunya            | Q11915329 | |        |
| Medicus Mundi Catalunya                                 | Q11936313 | |        |
| Taller de Músics                                        | Q11950832 | escola de música de Barcelona |        |
| Associació Cultural dels Raiers de la Noguera Pallaresa | Q16171894 | |        |
| Associació de Publicacions Periòdiques en Català        | Q16171997 | associació de publicacions escrites en català |        |
| Centre Catòlic de Sants                                 | Q16188412 | |        |
| Fundació Carulla                                        | Q17300780 | fundació creada el 1973 per iniciativa de Lluís Carulla i Canals i Maria Font de Carulla, amb el nom originari de Fundació Jaume I, que treballa per promoure la llengua, la cultura i els valors que configuren la societat catalana |        |
| Associació Comarcal Urgell d'Ajuda al Minusvàlid        | Q20100298 | |        |
| Foment de la Sardana de Banyoles                        | Q20100580 | |        |
| Associació de Veïns Sant Joan de Llefià-Gran Sol        | Q21789992 | |        |
| Construcció i Afins de la UGT de Catalunya              | Q79757852 | |        |